# صبة (طعام)

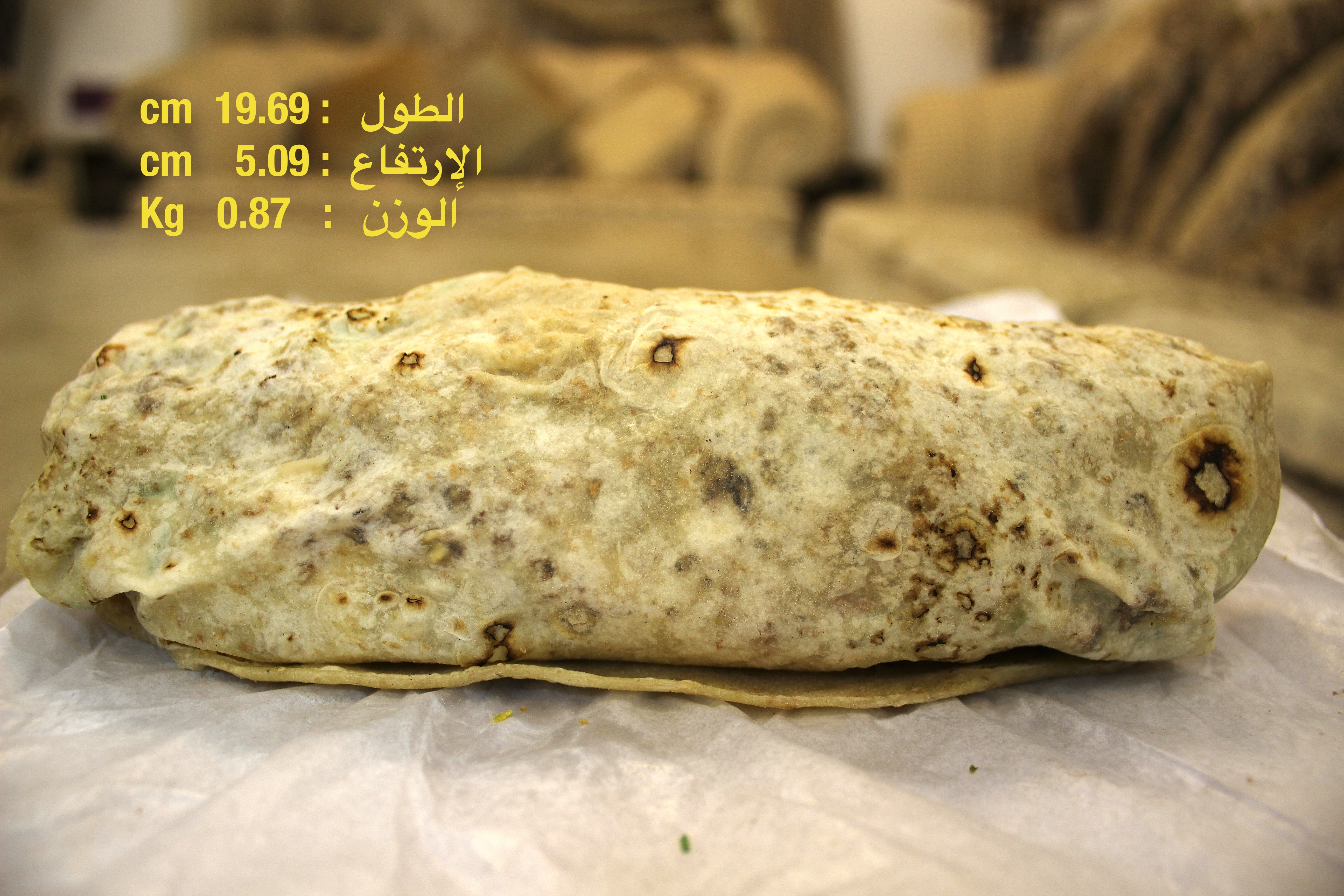
الصبة السعودية بمقاييسها الطولية

الصبة (أيضا شطيرة الفلافل) هي عبارة عن شطيرة عنصرها الأساسي الفلافل. وهي من الوجبات السريعة. حين يتم خلطها مع عناصر أخرى مثل البقدونس أو البطاطا المقلية وغيره الكثير فإنها تسمى في الأوساط الشعبية السعودية بالصبة. نظراً لكثرة المقادير المستخدمة في تحضيرها.

## الماضي والحاضر
أهم عنصر في الصبة هو الفلافل. تتميز دول الشام (لبنان، سوريا، الأردن، فلسطين) والمملكة العربية السعودية بهذه الأكلة. لكن الصبة تميزت غرابةً لدى السعوديين.
تميزت الصبة لدى السعوديين عامةً في المملكة العربية السعودية، وأكثر فئة تقبل على مثل هذة المحلات هم من طلاب المدارس. فالصبة تتميز بالتكيف الوقتي الموسمي، وسعرها المنخفض (ريالين غالباً). يمكن أكلها في وقت الصباح أو وقت الظهيرة أو حتى في وقت المساء أو في فصل الصيف أو الشتاء. أكثر تجمهر يحدث لمحلات بيع الصبة هو عادةً في وقت الاختبارات النهائية.

## المكونات
المكونات الرئيسية للصبة هي: خبز (صاج أو عادي سواء)، الفلافل (بأنواعها كلها)، حمص مطحون، بطاطس مقلي، طماطم، بقدونس، مخلل (بجميع أنواعه). أما المكونات الجانبية التي يخير بها للراغب في تناول الصبة فهي البيض، الباذنجان، الطحينة، الشطة، الكاتشب.

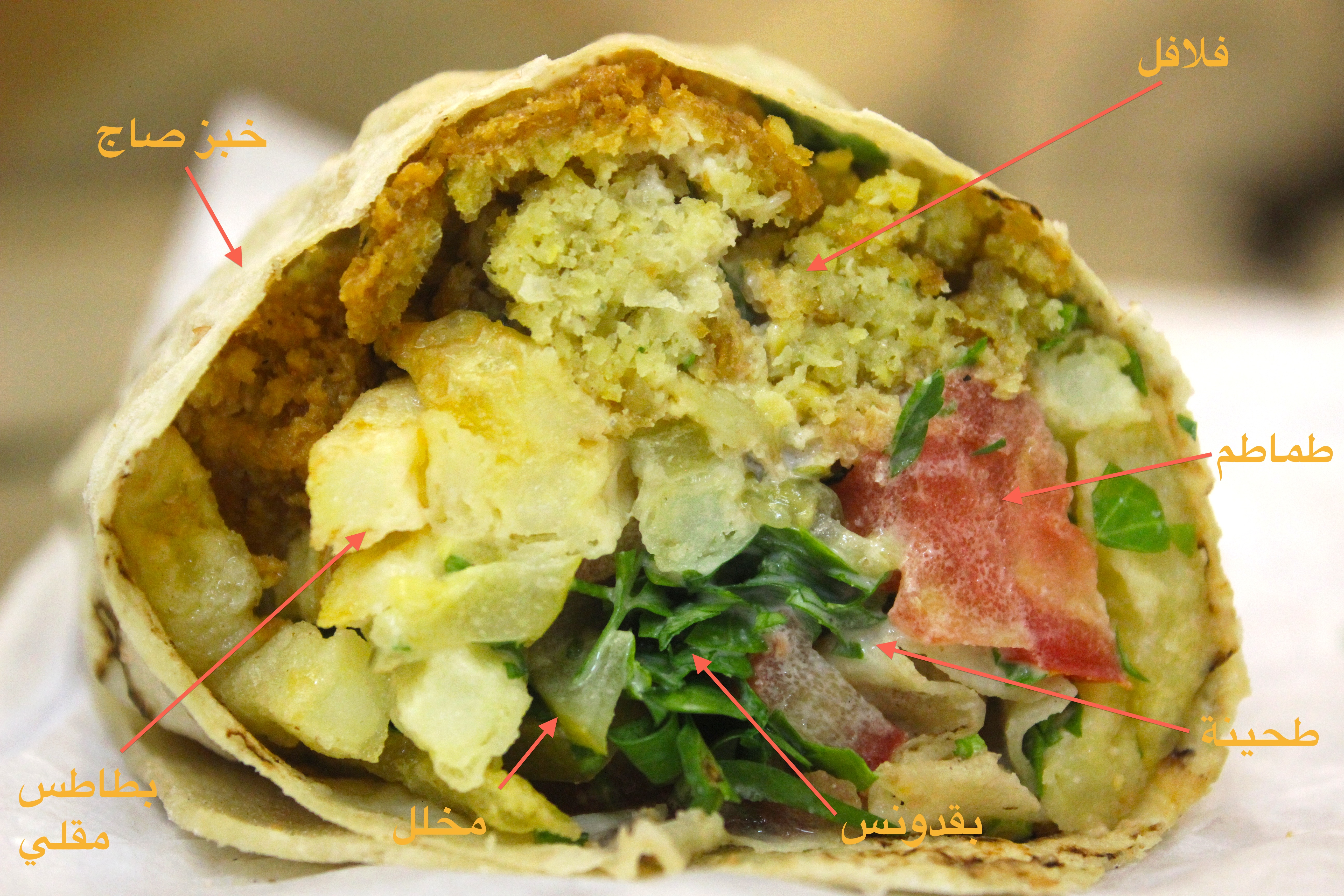
المكونات الرئيسية للصبة

## الإعداد
يتم أولاً استخدام الخبز أياً كان ( عادي أو صاج أو غيره ) ثم يتم تخيير الراغب في تناول الصبة بالحمص المطحون، الذي سيدهن به الخبز، أو لا. ثم يقوم المحضر أو المعد بطحن بضعة فلافل فتصبح شبة هشة. بعد ذلك يقوم معد الصبة بجمع كلاً من : مخلل الخيار والبطاطس المقلي و والطماطم والسلطات والبيض والبيذنجان مع بعض الإضافات الأخرى، ثم يتم تخيير الراغب في تناول الصبة ما بين الشطة أو الكاتشب أو كليهما. بعد ذلك يتم صب المراد فوق الخبز الذي يحتوي العديد من المكونات. ثم يلف المعد الصبة لفاً سريعاً بورقتين باللون الأبيض، كلف الشاروما، لكي تتداخل المقادير مع بعضها البعض وبعد لفها تكون مليئة تشبه الصبة. فالصبة مصبوبة صبا، وحين يتم تناولها لا يدرِ المرء مالذي يتناوله بالضبط. ففلافل من هنا وبطاطس من هناك وسلطة من جهة أخرى وكاتشب وشطة وغيره الكثير.

## التكلفة
تكلف الصبة ليست باهظة فهي مابين الدولار وإلى الدولارين كحد أقصى.ذلك تبعاً للإقليم وإيضاً تبعاً لرغبة الشخص الذي يريد تناول الصبة. فكلما أزيلت المكونات الرئيسية كلما قل السعر . فرخص تكلفة الصبة هو من أحد الأسباب المهمة التي تغري الزبائن بتناولها. فجميع فئات المجتمع تقبل على الصبة.

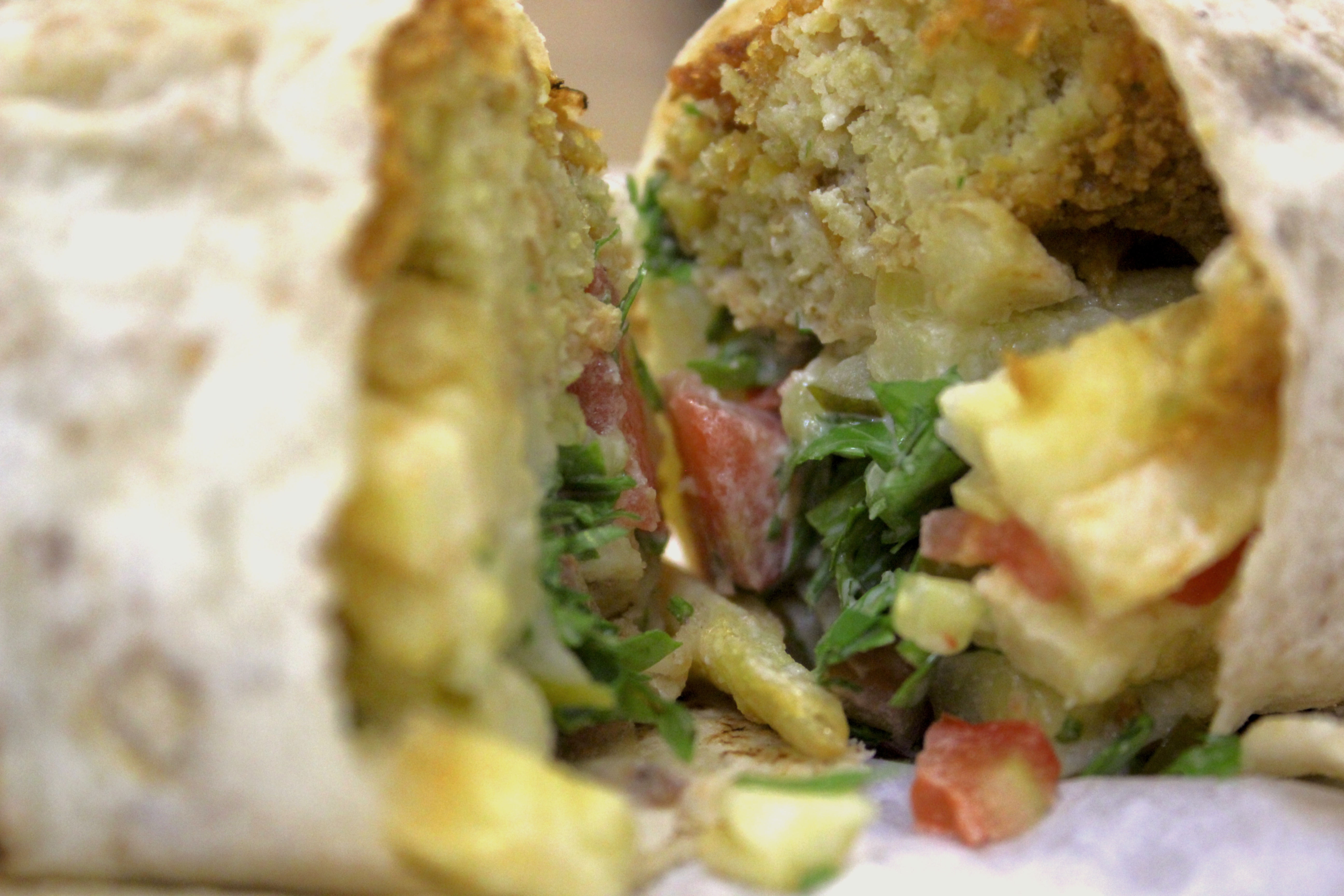
منظر جوفي لصبة مقطوعة لنصفين